# Guillaume Guillon-Lethière

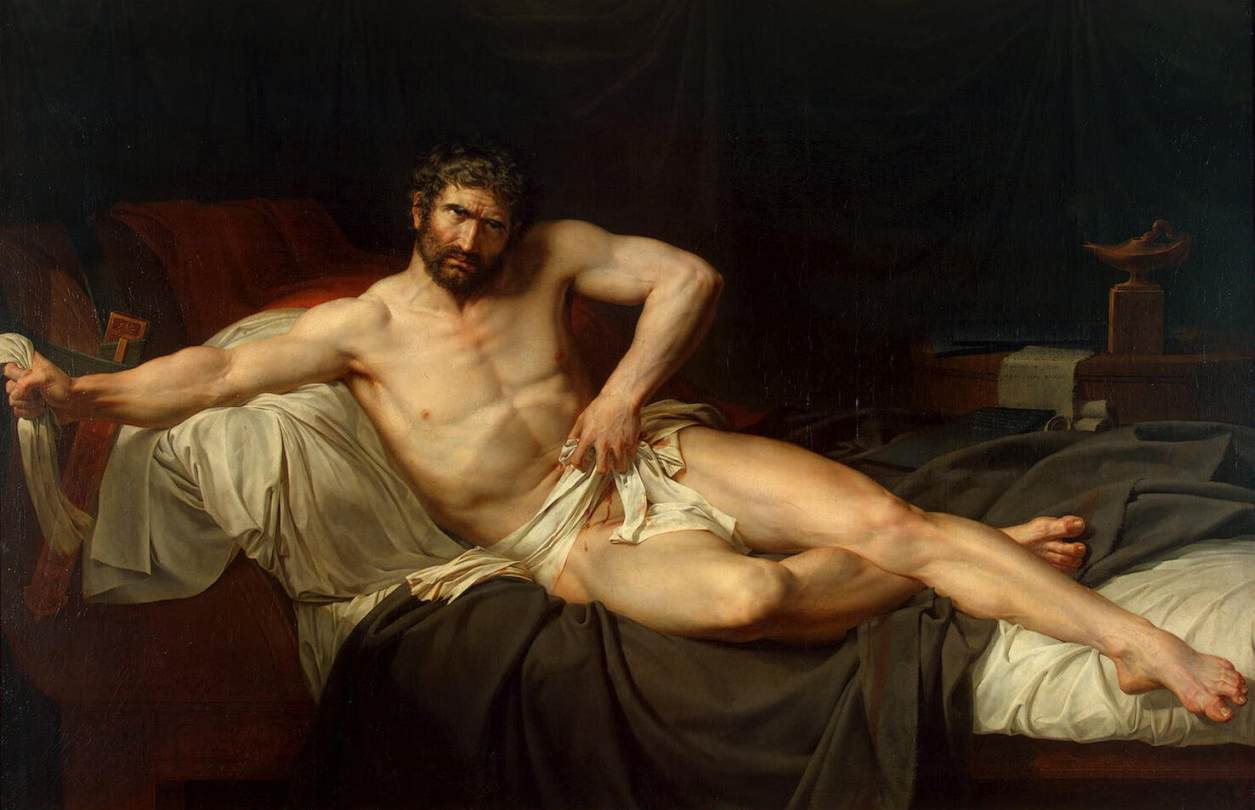
Śmierć Katona, 1795, Ermitaż

Guillaume Guillon-Lethière (ur. 10 stycznia 1760 w Sainte-Anne, zm. 22 kwietnia 1832) – francuski malarz neoklasycystyczny, profesor École des Beaux-Arts w Paryżu.
Był nieślubnym synem uwolnionej niewolnicy z Gwadelupy i królewskiego prokuratora. Dzieciństwo spędził na wyspie, w wieku 14 lat wyjechał do Francji, gdzie podjął naukę m.in. u Gabriela François Doyena w Académie Royale de Peinture et de Sculpture. Po otrzymaniu drugiej nagrody w konkursie Prix de Rome wyjechał na kilka lat do Rzymu, gdzie zainteresował się sztuką klasyczną. Po powrocie do Francji założył pracownię konkurującą z inną, prowadzoną przez Jacques'a-Louisa Davida. W 1818 otrzymał order Legię Honorową, a rok później został profesorem École des Beaux-Arts w Paryżu. Zmarł na cholerę w 1832.
Wśród licznych uczniów artysty byli m.in. Louis Boulanger, Eugène Devéria i Isidore Pils.